# نظیر رازک
نظیر رازک (انگلیسی: Nazir Razak) یک سیاست‌مدار اهل مالزی است.